# حزب الوفاء والإصلاح
الوفاء والإصلاح (بالإنجليزية: Wafaa and Islah Party)‏ هو حزب سياسي جماهيري غير برلماني في إسرائيل، تأسس عام 2016، وبدأ عمله على الساحة السياسية الاجتماعية في المجتمع العربي في إسرائيل. يستلهم الحزب مبادئه ورؤيته من منظومة القيم الحضارية الإسلامية والعربية والفلسطينية ويعمل على خدمة المجتمع الفلسطيني في إسرائيل بكل أطيافه ومركباته، في إطار القانون. يهدف الحزب لتفعيل مختلف شرائح الشعب الفلسطيني في كافة القضايا، للاهتمام بالجانب الاجتماعي، ورفع مستوى القيم، والارتقاء بالمستوى العلمي والأخلاقي والثقافي.

## أعضاء الحزب
- الشيخ حسام أبو ليل، رئيس الحزب.

- البروفيسور إبراهيم أبو جابر، عضو مؤسس.
- د.هبة عواودة، عضو مؤسس.
- المحامي محمد صبحي جبارين، عضو مؤسس.[4][5]